# Deathloop
Deathloop, stilizzato come DEATHLOOP, è un videogioco di genere sparatutto in prima persona sviluppato da Arkane Studios e pubblicato da Bethesda Softworks il 14 settembre 2021. Il gioco è stato annunciato durante l'E3 2019. È ambientato nello stesso universo della serie Dishonored.

## Modalità di gioco
In Deathloop il giocatore dovrà impersonare Colt, un assassino rimasto intrappolato in un loop temporale che ha il compito di uccidere 8 nemici chiamati "Visionari" entro la mezzanotte, la cui mancata uccisione porta la storia a ripetersi in continuazione. A cercare di fermare Colt ci sarà una donna di nome Julianna, che può essere controllata dall'intelligenza artificiale o da un altro giocatore in modalità multiplayer che ha il compito di inseguire e uccidere Colt, impedendogli quindi di uscire dal loop. Il videogioco contiene meccaniche stealth e d'azione simili a quelle di altri videogiochi della Arkane Studios come Dishonored e Prey.

## Trama
(Colt mentre descrive il piano per spezzare il loop eliminando i Visionari)
Svegliandosi da un sogno in cui viene ucciso da una donna sconosciuta, Colt Vahn si ritrova con i postumi di una sbornia su una spiaggia, senza alcun ricordo di sé o del luogo in cui si trova. Riceve indicazioni attraverso messaggi e incontri con versioni alternative di sé stesso, che lo istruiscono su come spezzare il loop temporale in cui è intrappolato. Per farlo, deve uccidere tutti e otto i Visionari prima che il loop si resetti alla fine della giornata. Julianna Blake avverte i Visionari e i loro seguaci, gli Eternalisti, del piano di Colt, e dà ordine di cacciarlo. Julianna lo provoca e lo sfida a spezzare il loop, pur lavorando per impedirglielo. Colt scopre che, a differenza degli altri abitanti dell'isola, lui ha acquisito la capacità di conservare i ricordi da un loop all’altro, il che gli permette di pianificare meglio il proprio obiettivo. Scopre anche che Julianna condivide questa stessa capacità.
Mentre Colt elabora un piano per eliminare sette dei Visionari, Julianna resta sfuggente, scegliendo di nascondersi all'interno del Loop, la struttura che alimenta i loop temporali di Blackreef. L’unico modo per raggiungere il Loop è utilizzare un aereo razzo militare abbandonato. Indagando nei vecchi bunker sparsi per l’isola, Colt scopre di essere stato parte dell'Operazione Horizon, una spedizione militare originaria di Blackreef decenni prima, ma di essere stato accidentalmente proiettato nel futuro a causa di un esperimento fallito. In seguito si è unito al Programma AEON nella speranza di trovare un modo per tornare nel passato e riunirsi con la sua fidanzata Lila. Come conseguenza del salto temporale, scopre che Julianna è sua figlia. Colt attiva l’aereo razzo e raggiunge il Loop, dove affronta Julianna. Lei gli rivela che tutto ha iniziato a precipitare quando Colt, avendo cambiato idea sul Programma AEON, ha iniziato a ucciderla in ogni loop nel tentativo di liberarla. Julianna ha finito per odiare Colt e ha cominciato a dargli la caccia in ogni ciclo. Alla fine, Julianna gli presenta una scelta: ucciderla, spezzare il loop e affrontare un futuro incerto, oppure risparmiarla e continuare a vivere in eterno all’interno dei loop.
- Se Colt sceglie di uccidere Julianna e poi sé stesso per spezzare il loop, si risveglia sulla spiaggia, ora in uno scenario apocalittico, con Julianna che lo tiene sotto tiro. Tuttavia, lei decide di risparmiarlo e se ne va, lasciandolo affrontare il futuro da solo. Un aggiornamento del gioco, chiamato Goldenloop, espande questo finale mostrando una scena aggiuntiva in cui tutti i Visionari e gli Eternalisti si risvegliano, trovando il loop spezzato. Colt e alcuni Eternalisti si avventurano nel paesaggio desolato.
- Se Colt sceglie di uccidere Julianna ma rifiuta di uccidersi, il loop si resetta normalmente.
- Se Colt sceglie di risparmiare Julianna, i due si riconciliano e decidono di collaborare per dare la caccia agli altri abitanti di Blackreef, per puro divertimento.

## Personaggi
Deathloop presenta un cast ristretto ma ben caratterizzato di personaggi, incentrato principalmente sul protagonista, la sua antagonista e i sette Visionari che rappresentano gli obiettivi principali del gioco. Ogni personaggio è dotato di una personalità unica, di motivazioni distinte e di un ruolo specifico nel funzionamento del loop temporale di Blackreef.
- Colt Vahn: è il protagonista di Deathloop e un ex membro del Programma AEON. Si risveglia intrappolato nel loop temporale di Blackreef senza memoria del proprio passato, ma inizia gradualmente a conservare informazioni tra i cicli. Questo lo rende una minaccia unica all'equilibrio del loop e lo distingue dagli altri personaggi. Determinato a spezzare il ciclo, Colt affronta i Visionari, tra cui Julianna Blake, che tenta di fermarlo. Il suo percorso è segnato dalla ricerca di identità, dalla ricostruzione del passato e dalla crescente consapevolezza del funzionamento del loop.

### Visionari
Sono otto individui carismatici, eccentrici e geniali che costituiscono l’élite del Programma AEON. Ciascuno controlla un’area distinta di Blackreef e rappresenta un obiettivo chiave per Colt. Ucciderli tutti in una sola giornata è l’unico modo per spezzare il loop.
- Julianna Blake: è una delle principali figure del Programma AEON e riveste un ruolo centrale all'interno del loop temporale che avvolge Blackreef. A differenza degli altri partecipanti, Julianna mantiene memoria completa attraverso i cicli, una condizione che inizialmente la pone in una posizione di superiorità intellettuale, ma che, col tempo, genera in lei solitudine e frustrazione. Questo stato emotivo cambia quando Colt comincia a conservare ricordi tra un ciclo e l’altro, diventando così un individuo imprevedibile e interessante per Julianna. La sua interazione con Colt, fatta spesso di sarcasmo, sfide verbali e provocazioni, riflette il desiderio che lui raggiunga la sua stessa consapevolezza del loop e della realtà che li circonda.[5]

- Harriet Morse: è una figura chiave del Programma AEON e una delle Visionarie di Blackreef. Leader carismatica e dotata di una forte inclinazione ideologica, è nota per i suoi discorsi ispirati, spesso caratterizzati da toni quasi religiosi. Sebbene il loop temporale sia appena iniziato, per Harriet rappresenta solo l'inizio di un percorso che, secondo la sua visione, la condurrà a uno stato di elevazione personale e spirituale. La sua determinazione e il suo approccio metodico riflettono una volontà ferma di realizzare questa visione.[6]
- Charlie "*$%@ing" Montague: è un autore di videogiochi di fama internazionale e uno dei membri del Programma AEON. Preferisce definirsi un "intrattenitore" piuttosto che un semplice sviluppatore. È il principale ideatore delle esperienze di gioco interattive presenti su Blackreef, nonché del sistema di messaggistica istantanea Minicom. È noto per la sua notevole competenza tecnica e per una forte autostima, che si riflette nel suo approccio creativo e progettuale.[7]
- Fia Zborowska: è un'artista all'interno del Programma AEON e una delle principali responsabili dello stile visivo distintivo di Blackreef, caratterizzato da un'estetica fortemente esagerata e psichedelica. Poco prima dell'inizio del loop temporale, ha assunto una grande quantità di sostanze psichedeliche, evento che ha influenzato in modo significativo la sua percezione della realtà. Questo stato alterato si riflette nel suo comportamento e nella sua produzione artistica.[8]
- Frank "Ciancia" Spicer: è un membro del Programma AEON e un ex cantante di successo, noto per il suo stile da crooner. Dopo aver abbandonato Blackreef e tentato di proseguire la propria carriera sulla terraferma, ha subito un netto declino professionale. Attualmente utilizza le risorse di Blackreef e del Programma AEON nel tentativo di rilanciare la propria carriera con un grande ritorno sulle scene. La sua forte attenzione alla sicurezza personale riflette la preoccupazione che eventuali interferenze possano compromettere questo obiettivo.[9]
- Egor Serling: è uno degli scienziati fondatori del Programma AEON e una delle figure centrali nel progetto del loop temporale di Blackreef. È noto per la sua competenza tecnica e per il desiderio di essere riconosciuto come un genio nel suo campo. Tuttavia, è anche caratterizzato da una forte ambivalenza: da un lato cerca isolamento e concentrazione sul proprio lavoro, dall’altro desidera approvazione sociale e ammirazione. Questa tensione interiore può sfociare in comportamenti aggressivi quando le sue aspettative non vengono soddisfatte.[10]
- Dr. Wenjie Evans: è una scienziata di punta e la principale responsabile della ricerca scientifica all'interno del Programma AEON. È riconosciuta come la mente più brillante del progetto, avendo svolto un ruolo fondamentale nello studio dell’anomalia di Blackreef e nello sviluppo delle tecnologie chiave del loop temporale, incluse le piastrine e le tavolette. È nota per il suo atteggiamento distaccato e per una certa freddezza nei rapporti interpersonali, attribuita spesso alla sua convinzione di non trovare interlocutori intellettualmente stimolanti quanto lei stessa.[11]
- Aleksis "Il Lupo" Dorsey: è un imprenditore ed ex dirigente di una multinazionale farmaceutica di successo, nonché principale finanziatore del Programma AEON. È noto per la sua ossessione per la simbologia del lupo, che interpreta come rappresentazione della forza, del dominio e del successo. Si autodefinisce "capobranco", riflettendo la sua percezione di superiorità sociale e professionale. La sua personalità è fortemente orientata al carisma e alla ricerca di approvazione, con l'obiettivo dichiarato di essere considerato una figura centrale e desiderabile all'interno della comunità di Blackreef.

## Sviluppo
Deathloop è stato sviluppato da Arkane Studios, lo studio dietro Dishonored (2012) e il suo seguito Dishonored 2 (2016). Lo sviluppo del gioco è iniziato nel 2018, inizialmente come un progetto di dimensioni più ridotte per Arkane. Secondo il cofondatore dello studio, Raphaël Colantonio, l'obiettivo era quello di sperimentare il multiplayer e trovare modi per riciclare il gameplay. Arkane aveva già esplorato il genere roguelike con Prey: Mooncrash (2018), e Deathloop è stato concepito per espandere ulteriormente l’idea di remixare il gameplay utilizzando una quantità limitata di asset. L’ambito del progetto è cresciuto notevolmente durante lo sviluppo, e il gioco è stato lanciato come prodotto a prezzo pieno nel settembre 2021. Prima di lasciare lo studio, Colantonio ha nominato Dinga Bakaba e Sebastien Mitton come direttori di Deathloop.

## Accoglienza
| Testata                          | Versione | Giudizio |
| -------------------------------- | -------- | -------- |
| Metacritic (media al 10-10-2021) | PS5      | 88/100   |
| Metacritic (media al 10-10-2021) | PC       | 88/100   |
| Destructoid                      | PS5      | 9/10     |
| EGM                              | PS5      | 5/5      |
| Everyeye.it                      | PS5      | 8.2/10   |
| Game Informer                    | PS5      | 9/10     |
| GameSpot                         | PS5      | 10/10    |
| GamesRadar+                      | PS5      | 4,5/5    |
| IGN                              | PS5      | 10/10    |
| Multiplayer.it                   | PS5      | 9/10     |
| VG247                            | PS5      | 5/5      |
| PC Gamer (US)                    | PC       | 89/100   |

Il gioco ha ottenuto recensioni positive dalla critica, andando ad ottenere una media di 88 su 100 sul sito Metacritic per entrambe le versioni del gioco.

### Riconoscimenti
| Anno                        | Premio                                            | Categoria       | Risultato     | Note |
| --------------------------- | ------------------------------------------------- | --------------- | ------------- | ---- |
| 2021                        |                                                   |                 |               |      |
| Golden Joystick Awards 2021 | Best Multiplayer Game                             | Candidato/a     | [ 26 ] [ 27 ] |      |
| Golden Joystick Awards 2021 | Best Performer (Jason Kelley come Colt Vahn)      | Candidato/a     | [ 26 ] [ 27 ] |      |
| Golden Joystick Awards 2021 | Best Performer (Ozioma Akagha come Juliana Blake) | Candidato/a     | [ 26 ] [ 27 ] |      |
| Golden Joystick Awards 2021 | PlayStation Game of the Year                      | Candidato/a     | [ 26 ] [ 27 ] |      |
| Golden Joystick Awards 2021 | Ultimate Game of the Year                         | Candidato/a     | [ 26 ] [ 27 ] |      |
| Golden Joystick Awards 2021 | Critics Choice Award                              | Vincitore/trice | [ 26 ] [ 27 ] |      |
| The Game Awards 2021        | Game of the Year                                  | Candidato/a     | [ 28 ]        |      |
| The Game Awards 2021        | Best Game Direction                               | Vincitore/trice | [ 28 ]        |      |
| The Game Awards 2021        | Best Narrative                                    | Candidato/a     | [ 28 ]        |      |
| The Game Awards 2021        | Best Art Direction                                | Vincitore/trice | [ 28 ]        |      |
| The Game Awards 2021        | Best Score and Music                              | Candidato/a     | [ 28 ]        |      |
| The Game Awards 2021        | Best Audio Design                                 | Candidato/a     | [ 28 ]        |      |
| The Game Awards 2021        | Best Performance (Kelley come Colt Vahn)          | Candidato/a     | [ 28 ]        |      |
| The Game Awards 2021        | Best Performance (Akagha come Juliana Blake)      | Candidato/a     | [ 28 ]        |      |
| The Game Awards 2021        | Best Action Game                                  | Candidato/a     | [ 28 ]        |      |